# Сабі

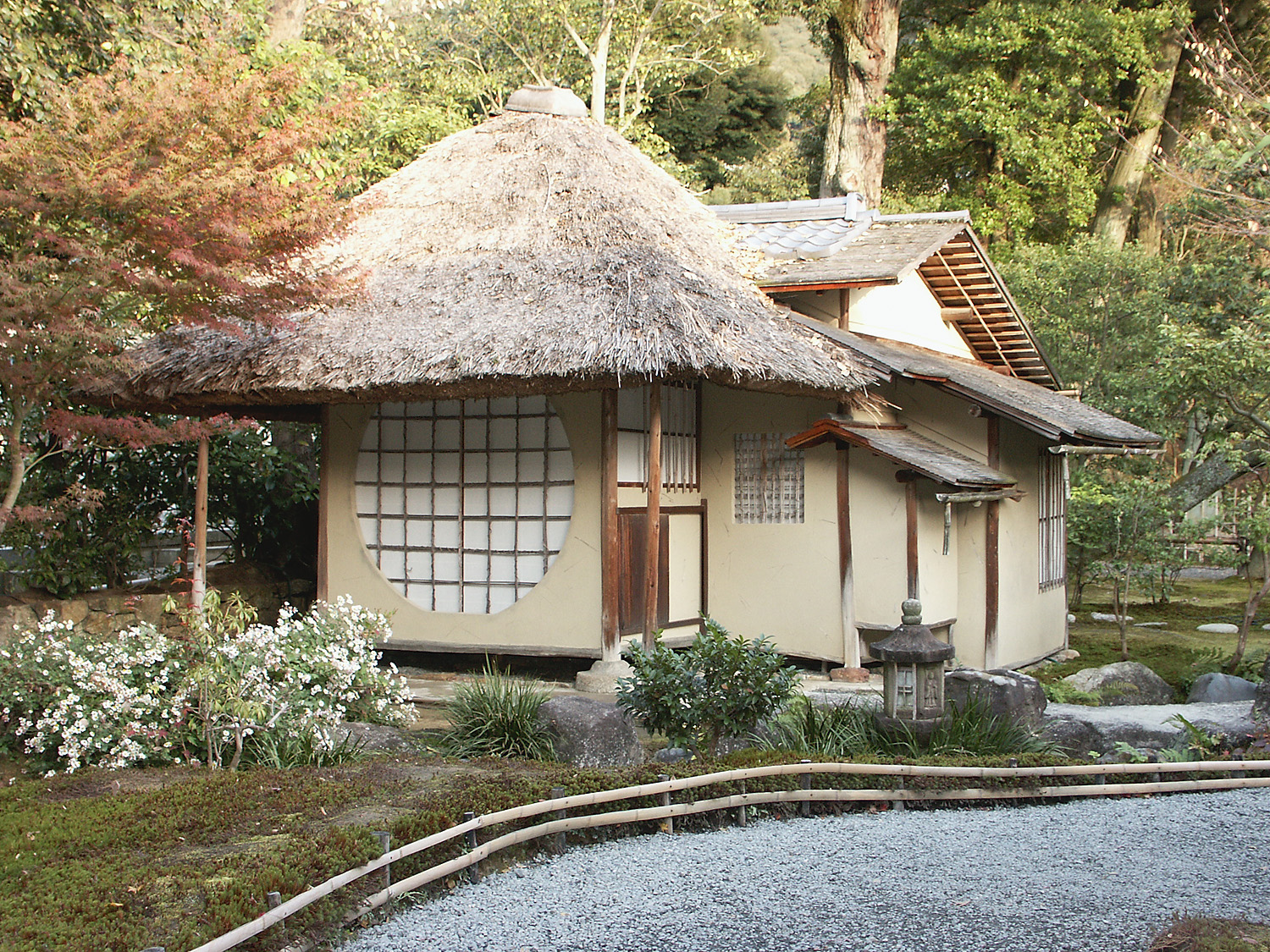
Японська чайна, споруджена у вигляді старої сільський хати з дотриманням принципу сабі (17 століття).

Сабі (яп. 寂, さび, «старовина», «тьмяність») — естетичний принцип милування старовиною в Японії. Походить від середньовічного принципу моно-но-аваре. Набув поширення у середовищі японських митців із середини 15 століття, особливо в поезії ренґа та хайку. Походить від японського слова «сабіру» (寂びる) — «старішати», «тьмяніти», «ставати матовим», яке згодом набуло значення «насолоджуватися старим». Базується на приматі архаїки, тьмяності, матовості, відтінку, природності. Відкидає естетичну цінність новизни, яскравості, глянцю, кольору, штучності.
Сабі належить до одного з «чотирьох мірил прекрасного» (сабі, вабі, сібуї, юґен), що описані у книзі Всеволода Овчинникова «Гілка сакури». Вважається, що час сприяє виявленню сутності речей. Тому японці бачать особливу чарівність в слідах віку. Їх приваблює потемнілий колір старого дерева, замшілий камінь в саду або навіть обшарпаність - сліди багатьох рук, торкалися до краю картини.